# Michael Warm
Michael Warm (* 25. März 1968 in Nürnberg) ist ein deutscher Volleyballtrainer.

## Karriere
Michael Warm erlernte seine Fachkenntnisse in seiner Heimatstadt Nürnberg. Er arbeitete fünf Jahre lang mit der Junioren-Auswahl des Deutschen Volleyball-Verbandes zusammen. Von 2005 bis 2009 war er Trainer beim Bundesligaclub SCC Berlin. Warm trainierte unter anderem Patrick Steuerwald, Sebastian Schwarz, Robert Kromm, Jochen Schöps, Dirk Westphal, Kai Kleefisch und Tobias Krick. Zudem trug er entscheidend zur Entwicklung der SMASH-CAMPS bei, ein bundesweites Volleyballcamp für Jugendspieler.
In der Rückrunde der Saison 2009/10 wurde Warm mit dem rumänischen Erstligisten CS Remat Zalău rumänischer Meister. Seit dem 30. April 2010 war er Cheftrainer des österreichischen Volleyball-Nationalteams und bereitete dieses auf die Heim-EM 2011 vor. Im August 2011 verlängerte er bis zu den Olympischen Spielen 2016 in Rio. Von 2015 bis 2018 betreute Michael Warm neben seiner Nationalteam-Tätigkeit auch den Bundesligisten United Volleys Rhein-Main. Von 2019 bis 2021 war Warm Cheftrainer beim deutschen Rekordmeister VfB Friedrichshafen.
Seit 2022 ist er Nachwuchskoordinator des Deutschen Volleyball-Verbandes.